# Savannah (Pornodarstellerin)

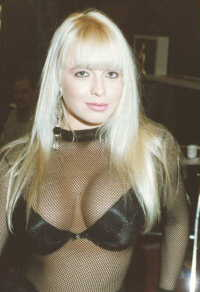
Savannah (1993)

Savannah (* 9. Oktober 1970 in Mission Viejo, Kalifornien, nach anderen Quellen in Laguna Beach oder Hawthorne; † 11. Juli 1994 in Burbank, Kalifornien; eigentlich Shannon Michelle Wilsey) war eine US-amerikanische Pornodarstellerin. Ihren Künstlernamen Savannah entlieh sie sich aus ihrem Lieblingsfilm Und Savannah lächelt (1982).

## Karriere
Ihren ersten Film drehte sie 1987. Bis zu ihrem Tod 1994 folgten über 70 weitere. Bei der Wahl zur Besten Pornodarstellerin aller Zeiten durch AVN erreichte sie Platz 19. Von 1989 bis 1991 war Savannah mit dem Musiker Gregg Allman zusammen.
Savannah galt als eine der kontroversesten Darstellerinnen im Pornogeschäft. Sie war berüchtigt für ihr zügelloses Leben und ihren Drogenkonsum. Wegen ihrer Unzuverlässigkeit kündigte die Produktionsfirma Vivid Video 1993 ihren Exklusivvertrag, worauf Savannah in finanzielle Probleme geriet. Nachdem sie zudem bei einem Autounfall Verletzungen im Gesicht erlitten hatte, die ein finanziell lukratives Striptease-Engagement vorerst unmöglich machten, beging sie 1994 Suizid.
Die texanische Band Okkervil River hat sich auf ihrem Album The Stage Names (2007) in dem Song Savannah Smiles mit Savannah und ihrem Schicksal beschäftigt.

## Filmografie (Auswahl)
- 1991: Sex Ghost Busters
- 1991: Savannah – Erotik vor Gericht (On Trial 1: In Defense of Savannah)
- 1992: Angels

## Auszeichnungen
- 1992: AVN Award Best New Starlet
- 1996: AVN Hall of Fame